# Systasea pulverulenta
Espèce
Systasea pulverulenta est une espèce de lépidoptères (papillons) de la famille des Hesperiidae, originaire du Texas et du Mexique.